# Luke Thallon
Luke Thallon (Londra, 14 aprile 1996) è un attore teatrale britannico.

## Biografia
Nato e cresciuto a Londra, ha studiato recitazione alla Guildhall School of Music & Drama e nel 2017 ha esordito sulle scene in una speciale rappresentazione di Bent in scena al National Theatre per la regia di Stephen Daldry; nello stesso anno viene diretto da Rupert Goold all'Almeida Theatre nella prima assoluta di Albion, che gli vale una candidatura all'Evening Standard Theatre Award. Nel 2018 è il protagonista John nel dramma Cock in scena a Chichester, mentre nel 2019 esordisce nel West End londinese, diretto da Patrick Marber in due opere di Harold Pinter, e recita all'Old Vic ne Il divo Garry con Andrew Scott.
Nel 2020 recita nella prima mondiale di Leopoldstadt di Tom Stoppard, mentre nel 2021 è nuovamente all'Old Vic con un'altra prima assoluta, quella di Camp Siegfried di Bess Wohl, in cui è il protagonista maschile accanto a Patsy Ferran. Nel 2022 viene diretto ancora da Goold in occasione della prima di Patriots all'Almeida Theatre, in cui interpreta Roman Abramovič; torna a ricoprire il ruolo anche nel West End londinese e a Broadway, dove esordisce nel 2024. Nel 2023 è ancora all'Almeida come protagonista del musical Cold War accanto ad Anya Chalotra. L'anno seguente viene nuovamente diretto da Goold, quando interpreta l'eponimo protagonista nell'Amleto della Royal Shakespeare Company in scena a Stratford-upon-Avon.

## Teatro
- Bent di Martin Sherman, regia di Stephen Daldry. National Theatre di Londra (2017)
- Albion di Mike Bartlett, regia di Rupert Goold. Almeida Theatre di Londra (2017)
- Misalliance di Richard Shaw, regia di Paul Miller. Orange Tree Theatre di Londra (2017)
- The Inheritance di Matthew Lopez, regia di Stephen Daldry. Young Vic di Londra (2018)
- Cock di Mike Bartlett, regia di Kate Hewitt. Chichester Festival Theatre di Chichester (2018)
- The Room e Family Voices di Harold Pinter, regia di Patrick Marber. Harold Pinter Theatre di Londra (2019)
- Il divo Garry di Noël Coward, regia di Matthew Warchus. Old Vic di Londra (2019)
- Leopoldstadt di Tom Stoppard, regia di Patrick Marber. Wyndham's Theatre di Londra (2020)
- Nine Lessons & Carols di autori vari, regia di Rebecca Frecknall. Almeida Theatre di Londra (2020)
- Camp Siegfried di Bess Wohl, regia di Katy Rudd. Old Vic di Londra (2021)
- Patriots di Peter Morgan, regia di Rupert Goold. Almeida Theatre e Duke of York's Theatre di Londra (2022), Ethel Barrymore Theatre di Broadway (2024)
- Cold War, musiche di Elvis Costello, libretto di Conor McPherson, regia di Rupert Goold. Almeida Theatre di Londra (2023)
- Amleto di William Shakespeare, regia di Rupert Goold. Royal Shakespeare Theatre di Stratford-upon-Avon (2025)

## Filmografia
- La favorita (The Favourite), regia di Yorgos Lanthimos (2018)